# 貝倫瓜爾喬
貝倫瓜爾喬（西班牙語：Belén Gualcho），是洪都拉斯的城鎮，位於該國西部，由奧科特佩克省負責管轄，始建於1715年，面積156.93平方公里，海拔高度1,732米，2001年人口11,348，人口密度每平方公里72.31人。
14°29′N 88°48′W / 14.483°N 88.800°W